# Hulua
Hulua es un género de arañas araneomorfas de la familia Desidae. Se encuentra en  Nueva Zelanda.

## Lista de especies
Según The World Spider Catalog 12.0:
- Hulua convoluta Forster & Wilton, 1973
- Hulua manga Forster & Wilton, 1973
- Hulua minima Forster & Wilton, 1973
- Hulua pana Forster & Wilton, 1973